# ヒュー・タウン
ヒュー・タウン（英語: Hugh Town,コーンウォール語: Treworenys またはTre Huw ）は、シリー諸島とその行政の中心地で最大の集落。町は、群島で最大かつ最も人口の多い島であるセント・メアリーズ位置し、ギャリソン（歴史的にはヒュー）として知られる半島と島の他の部分を結ぶ狭い地峡に位置してる。
2011年の国勢調査で記録された人口は1,097人 （2001年の1,068人から増加）。他のシリー諸島とは異なり、町に上陸するための自由保有権はコーンウォール公領によって保持されていない— 1949年にそれは住民に移管された。しかし、港は公国によって所有され運営され続けている。ヒュー・タウンは、世界パイロットギグチャンピオンシップが開催され、メーデーバンクホリデーの週末（5月最初の週末）に特に忙しくなる。競合するチームは、セントメアリーズプールのいくつかの湾（ヒュー・タウンの北にある大きな自然の湾）に拠点を置き、港の岸壁の終わりで多数のレースが終了する。

## 歴史
ヒューという名前は、岬または高台を意味する古英語の「hoh」に由来している。駐屯地はもともとヒューまたはヒューヒルとして知られていた。同じ言葉がGughのPlymouthHoeとHoePointで使用されている。1949年と1960年に、住宅が建てられたとき、町のポースクレス側にイギリス人が住む墓地が見つかった。遺跡は1世紀から4世紀のもの。ローマの祭壇は19世紀に駐屯地で発見され、現在はトレスコ修道院庭園にある。この地域は発掘されていないため、未発見の神社や寺院がある可能性がある。 中世には旧市街が人口の中心だったが、17世紀以降、保護された港のためにヒュータウンは成長し始めた。スターキャッスルは1593年に、埠頭は1601年に、18世紀には軍事防御が強化されるにつれて、ヒューはギャリソンとして知られるようになった。

## アメニティとランドマーク
ヒューストリートは島の主要なショッピングエリアであり、ビジネスは観光業に大きく依存している。いくつかのパブ、レストラン、ホテル、2つの銀行と郵便局が存在する。注目すべき建物はスターキャッスルで、ギャリソンから町を見下ろせ、現在はホテルとなっている。同様に、トレガーゼンズホテルもヒュー・タウンのランドマークである。当初は1849年に最初のスループ「アリアドネ」を導入したトレガーゼン大尉の家であり、ペンザンスからヒュータウンにサービスを提供していた。
地峡にあるため、2つのビーチが存在する。北のビーチ（タウンビーチ）は島の主要な港を形成する湾に沿っている。南部のビーチと湾はポースクレッサと呼ばれる。

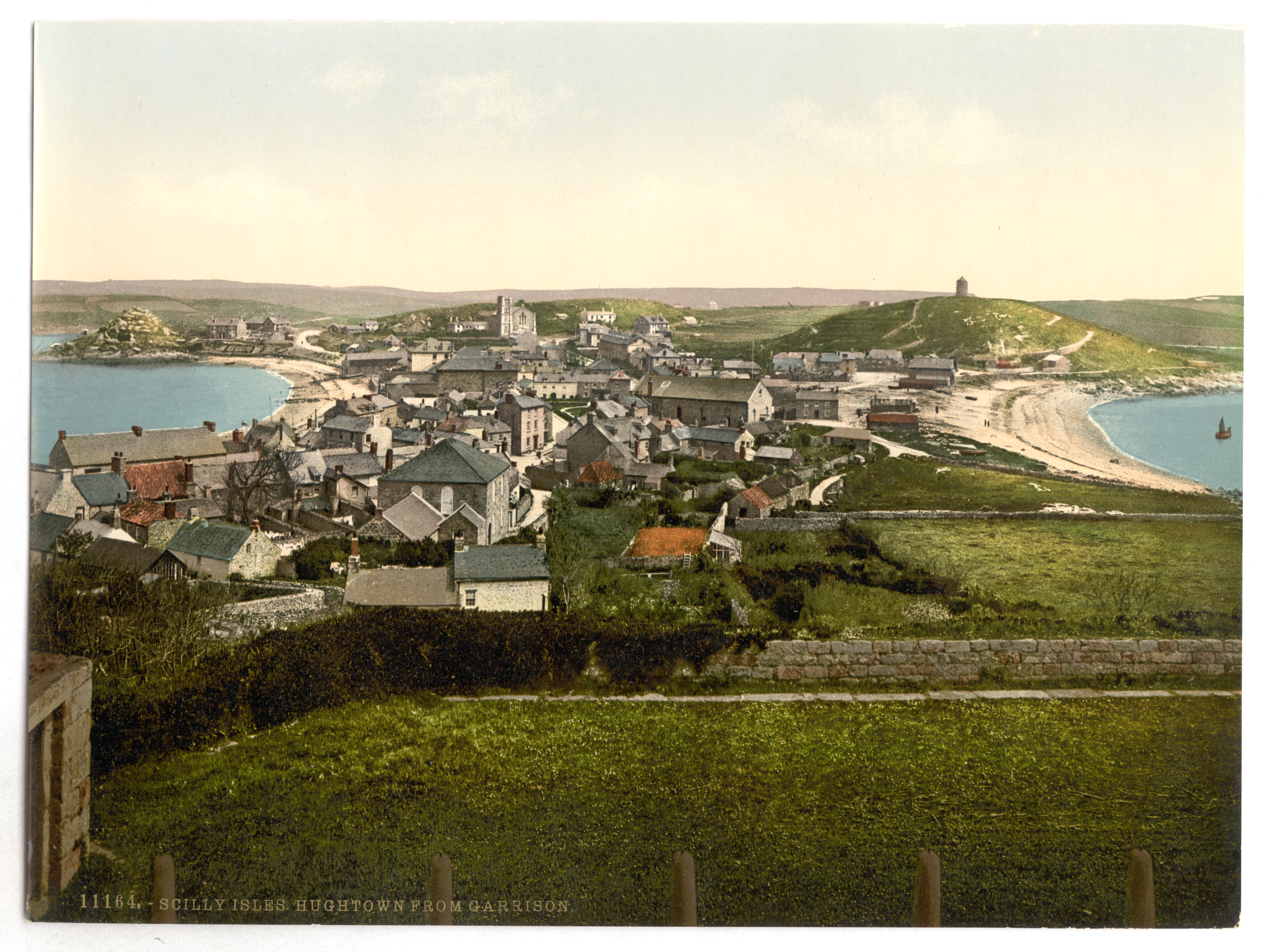
1900年頃のヒュータウンのフォトクローム写真。ギャリソンからの眺めで、町の反対側にブザヒルが目立っていた。

シリー諸島評議会は、地峡の中心にある小さな公園であるパレード（元々はパレード場）にある市庁舎を拠点としている。シリー諸島のほぼすべての自由保有地を所有し、港湾当局でもあるコーンウォール公領は、駐屯地の壁内にあるヒューハウスにシリー諸島の事務所を持っている。イングランド国教会のセントメアリー教会、島々のローマカトリック教会、セントメアリーメソジスト教会はすべてチャーチストリートまたはその近くにある。シリー諸島博物館もチャーチストリートにある。町には公共図書館と警察署があり、町の東の郊外（ペニニスヘッドに向かう）には、NHSコミュニティ病院と地元の保健センターのほか、島の発電所やごみ処理場、町の消防署など他の重要な公共施設が存在する。島の小中学校（どちらも連合ファイブアイランズスクールの一部）は、町の南東、カーングワヴァルの旧市街への道にある。

## 気候
島々は、英国で最も穏やかで暖かい気候である。しばしばサンシャインアイルと呼ばれ、他の地域よりも多くの日光の恩恵を受けている。7月の1日平均は7.6時間。ほとんどのイギリス諸島と同様に、ヒュー・タウンは穏やかな夏と涼しい冬の海洋性気候（ Cfb ）を経験するが、気温が氷点下に下がることはめったにない。
| Hugh Town St Mary's Heliport, elevation: 7m (1981-2010)の気候 | Hugh Town St Mary's Heliport, elevation: 7m (1981-2010)の気候 | Hugh Town St Mary's Heliport, elevation: 7m (1981-2010)の気候 | Hugh Town St Mary's Heliport, elevation: 7m (1981-2010)の気候 | Hugh Town St Mary's Heliport, elevation: 7m (1981-2010)の気候 | Hugh Town St Mary's Heliport, elevation: 7m (1981-2010)の気候 | Hugh Town St Mary's Heliport, elevation: 7m (1981-2010)の気候 | Hugh Town St Mary's Heliport, elevation: 7m (1981-2010)の気候 | Hugh Town St Mary's Heliport, elevation: 7m (1981-2010)の気候 | Hugh Town St Mary's Heliport, elevation: 7m (1981-2010)の気候 | Hugh Town St Mary's Heliport, elevation: 7m (1981-2010)の気候 | Hugh Town St Mary's Heliport, elevation: 7m (1981-2010)の気候 | Hugh Town St Mary's Heliport, elevation: 7m (1981-2010)の気候 | Hugh Town St Mary's Heliport, elevation: 7m (1981-2010)の気候 |
| 月                                                            | 1月                                                           | 2月                                                           | 3月                                                           | 4月                                                           | 5月                                                           | 6月                                                           | 7月                                                           | 8月                                                           | 9月                                                           | 10月                                                          | 11月                                                          | 12月                                                          | 年                                                            |
| ------------------------------------------------------------- | ------------------------------------------------------------- | ------------------------------------------------------------- | ------------------------------------------------------------- | ------------------------------------------------------------- | ------------------------------------------------------------- | ------------------------------------------------------------- | ------------------------------------------------------------- | ------------------------------------------------------------- | ------------------------------------------------------------- | ------------------------------------------------------------- | ------------------------------------------------------------- | ------------------------------------------------------------- | ------------------------------------------------------------- |
| 最高気温記録 °C （°F）                                        | 15.1 (59.2)                                                   | 15.0 (59)                                                     | 18.5 (65.3)                                                   | 20.8 (69.4)                                                   | 23.6 (74.5)                                                   | 26.1 (79)                                                     | 27.8 (82)                                                     | 26.8 (80.2)                                                   | 24.3 (75.7)                                                   | 19.9 (67.8)                                                   | 17.4 (63.3)                                                   | 15.3 (59.5)                                                   | 27.8 (82)                                                     |
| 平均最高気温 °C （°F）                                        | 9.7 (49.5)                                                    | 9.7 (49.5)                                                    | 10.8 (51.4)                                                   | 12.3 (54.1)                                                   | 14.5 (58.1)                                                   | 17.1 (62.8)                                                   | 19.2 (66.6)                                                   | 19.7 (67.5)                                                   | 18.0 (64.4)                                                   | 14.7 (58.5)                                                   | 12.1 (53.8)                                                   | 10.4 (50.7)                                                   | 14 (57)                                                       |
| 平均最低気温 °C （°F）                                        | 6.2 (43.2)                                                    | 6.0 (42.8)                                                    | 6.7 (44.1)                                                    | 7.2 (45)                                                      | 9.4 (48.9)                                                    | 11.9 (53.4)                                                   | 13.8 (56.8)                                                   | 14.1 (57.4)                                                   | 12.9 (55.2)                                                   | 10.6 (51.1)                                                   | 8.5 (47.3)                                                    | 6.9 (44.4)                                                    | 9.5 (49.1)                                                    |
| 最低気温記録 °C （°F）                                        | −7.2 (19)                                                     | −4.3 (24.3)                                                   | −1.6 (29.1)                                                   | −0.4 (31.3)                                                   | 3.5 (38.3)                                                    | 6.8 (44.2)                                                    | 9.7 (49.5)                                                    | 8.6 (47.5)                                                    | 8.4 (47.1)                                                    | 5.5 (41.9)                                                    | 2.3 (36.1)                                                    | −2.8 (27)                                                     | −7.2 (19)                                                     |
| 降水量 mm （inch）                                            | 94.8 (3.732)                                                  | 69.7 (2.744)                                                  | 61.7 (2.429)                                                  | 54.6 (2.15)                                                   | 47.8 (1.882)                                                  | 47.8 (1.882)                                                  | 63.4 (2.496)                                                  | 67.2 (2.646)                                                  | 67.4 (2.654)                                                  | 96.6 (3.803)                                                  | 95.9 (3.776)                                                  | 98.2 (3.866)                                                  | 865.0 (34.055)                                                |
| 平均月間日照時間                                              | 58.8                                                          | 79.8                                                          | 124.4                                                         | 192.4                                                         | 218.5                                                         | 206.3                                                         | 204.1                                                         | 203.4                                                         | 160.1                                                         | 113                                                           | 74.6                                                          | 54.4                                                          | 1,689.8                                                       |
| 出典：Met Office                                              |                                                               |                                                               |                                                               |                                                               |                                                               |                                                               |                                                               |                                                               |                                                               |                                                               |                                                               |                                                               |                                                               |

## 港

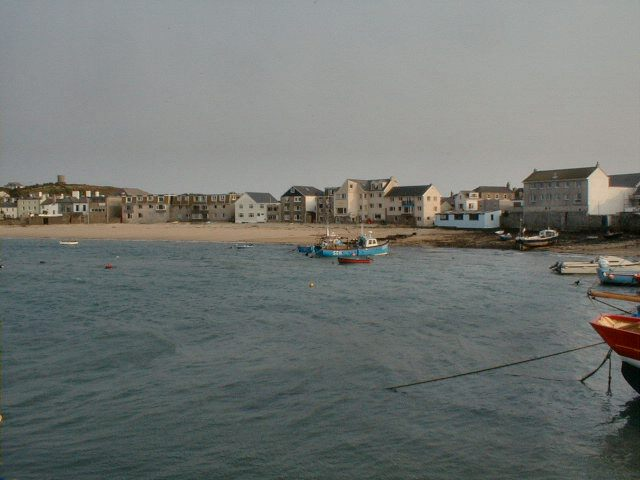
岸壁からの町の眺め、港と建物の裏側の間を走るタウンビーチ

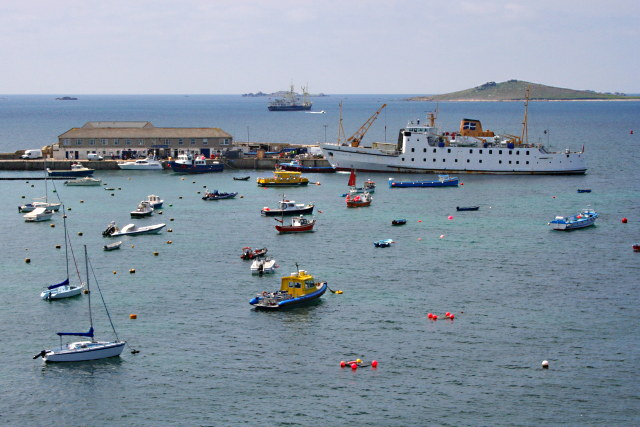
岸壁の（旧ラット島）端に停泊しているシロニアンIII。

シリー諸島の主要な港（セントメアリーズハーバーとして知られている）は町の北端に位置し、タウンビーチの湾（それ自体がセントメアリーズプールという名前のより大きな湾の一部）によって自然に形成され、西側の岸壁には防波堤が建設されている。埠頭はペンザンスへのフェリーの終点であり、現在はシロニアンIIIと貨物船グレイマーサである。どちらの船もセント・メアリーズが母港であり、港湾当局（セントメアリーズ港水先案内局）は、コーンウォール公領の所有である。
元の埠頭は1593年に建設され、ペンザンスのウィリアムマーティンとの4,000ポンドの契約の下、1836年にラット島への拡張（または分派）が始まった。マーティンは1837年11月に辞任し、オーガスタス・スミスが完成を指揮した。港の拡大により、港の収益が増加した。これにより大型船が寄港し、より多くの積み込み、荷降ろし、修理等ができるようになったため。
1889年、スミスの後継者であるトーマススミス-ドリエン-スミスは、ウェストコーンウォール蒸気船会社の船が寄港できるように、自費で桟橋をさらに東に250フィート延長した。議会の反対にもかかわらず、1890年6月に可決された埠頭と港の暫定命令法案は彼に港の多くの収入を与えた。
岸壁は2015年にさらに23メートル（25ヤード）拡張され、新しい旅客および貨物施設も建設された 。岸壁への拡張により、より大きな喫水（最大3.9メートル; 12'9 "）の船舶が可能になり、ラット島でも少量の埋め立てが行われ、建物周辺が拡大した 。

### 救命艇ステーション
タウンビーチの東端（カーントーマスとして知られる岩の露頭）には、1837年に最初に運営され、 王立救命艇協会(RNLI)によって運営されているセント・メアリーズ救命ボートステーションがある。